# Тондж
Тондж (англ. Tonj) — місто у штаті Вараб у центрі Південного Судану.

## Клімат
Місто знаходиться у зоні, котра характеризується кліматом тропічних саван. Найтепліший місяць — березень із середньою температурою 30.4 °C (86.7 °F). Найхолодніший місяць — серпень, із середньою температурою 26.2 °С (79.2 °F).
| Клімат Тонджа           | Клімат Тонджа | Клімат Тонджа | Клімат Тонджа | Клімат Тонджа | Клімат Тонджа | Клімат Тонджа | Клімат Тонджа | Клімат Тонджа | Клімат Тонджа | Клімат Тонджа | Клімат Тонджа | Клімат Тонджа | Клімат Тонджа |
| Показник                | Січ.          | Лют.          | Бер.          | Квіт.         | Трав.         | Черв.         | Лип.          | Серп.         | Вер.          | Жовт.         | Лист.         | Груд.         | Рік           |
| Середній максимум, °C   | 35,4          | 36,8          | 37,6          | 36,5          | 34,4          | 32,2          | 30,7          | 30,9          | 32,1          | 33,3          | 34,5          | 35,1          | 34,1          |
| Середня температура, °C | 27            | 28,7          | 30,4          | 30,1          | 28,9          | 27,3          | 26,3          | 26,2          | 26,9          | 27,4          | 27,4          | 26,7          | 27,8          |
| Середній мінімум, °C    | 18,5          | 20,2          | 22,6          | 23,3          | 22,6          | 21,5          | 20,7          | 20,6          | 20,7          | 20,8          | 19,5          | 18,3          | 20,8          |
| Норма опадів, мм        | 2.9           | 2.3           | 15.5          | 77.9          | 117.3         | 166.3         | 195.3         | 190.9         | 155.7         | 80.8          | 16.1          | 0             | 1021          |
| Днів з опадами          | 0,3           | 0,6           | 3,3           | 6,6           | 11,1          | 11,8          | 14,3          | 14,8          | 17,3          | 9,6           | 1,9           | 0,2           | 91,8          |
| Вологість повітря, %    | 33.2          | 29            | 37.7          | 50.1          | 63.4          | 70.7          | 75.4          | 76.3          | 73.5          | 69.2          | 52            | 39.1          | 55.8          |
| ----------------------- | ------------- | ------------- | ------------- | ------------- | ------------- | ------------- | ------------- | ------------- | ------------- | ------------- | ------------- | ------------- | ------------- |
| Джерело: Weatherbase    |               |               |               |               |               |               |               |               |               |               |               |               |               |

## Транспорт
- У місті є аеропорт.